# Чудовишни пиринчев пацов
Чудовишни пиринчев пацов или чудовишни пиринчев хрчак (лат. Euryoryzomys lamia, енгл. monster rice rat, рус. Страшный рисовый хомяк) је врста глодара из породице хрчкова (лат. Cricetidae). 

## Распрострањење
Бразил је једино познато природно станиште врсте.

## Станиште
Чудовишни пиринчев пацов има станиште на копну.

## Угроженост
Ова врста се сматра угроженом.

### Популациони тренд
Популација ове врсте се смањује, судећи по расположивим подацима.